# Programme pour la compétitivité des entreprises et des petites et moyennes entreprises
Pour les articles homonymes, voir Cosme.
Le programme pour la compétitivité des entreprises et des petites et moyennes entreprises, ou COSME (Competitiveness for Small and Medium Enterprises) est un programme mis en place par l'Union européenne entre 2014 et 2020 visant à promouvoir l'entrepreneuriat et améliorer l'environnement des PME. Il prend le relais du programme CIP (Competitiveness and Innovation Framework Programme) qui s'étendait sur la période 2007-2013,, et dispose d'un budget de 2,4 milliards d'euros. 
Il se compose de quatre volets :
- Accès au financement : améliorer l'accès au financement des PME durant les différentes phases de leur développement, notamment par la mise en place des deux facilités suivantes : « garantie des prêts » et « capital risque » pour la croissance.
- Accès aux marchés : soutien aux entreprises européennes et financement du réseau Enterprise Europe Network (EEN) qui comprend plus de 600 membres dans 50 pays. Ce réseau offre un ensemble de services d'appui et de conseil aux entreprises, avec par exemple des informations sur la législation européenne[6].
- Créer de meilleures conditions-cadres pour la compétitivité : réduction des charges administratives et mise en place d'une réglementation intelligente (« Think small first ») et soutien accru aux industries compétitives.
- Encourager l'esprit d'entreprise : par la mise en place de deux programmes en particulier, « Entrepreneuriat 2020 »[7] et « Erasmus pour les jeunes entrepreneurs », qui permet notamment la transmission des compétences nécessaires à la gestion d'une petite entreprise, en étant épaulé par un entrepreneur chevronné[8].